# Делагранж, Леон

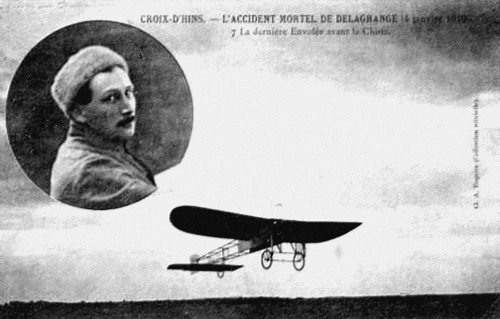
Делагранж на почтовой открытке Франции

Леон Делагранж (фр. Léon Delagrange, полное имя Ferdinand Marie Léon Delagrange; 1872—1910) — французский скульптор и пионер авиации.
Считался одним из лучших авиаторов мира, установил ряд рекордов на заре мировой авиации.

## Биография
Родился 13 марта 1872 года в Орлеане в семье владельца текстильной фабрики.
Учился в парижской Школе изящных искусств у Луи-Эрнеста Барриа и Шарля Виталь-Корню. Был представлен на нескольких выставках в Париже и удостоен награды за свою работу в 1901 году, являлся членом Salon des artistes français.
Несмотря на то, что Леон стал скульптором, он был одним из первых людей в Европе, которые занялись авиацией. В 1907 году он увлекся полетами и стал пионером-авиатором. В том же году он был одним из первых, кто заказал самолёт у Габриэля Вуазена, что позволило братьям Вуазен утвердиться в качестве производителей самолётов. Это был биплан Voisin 1907, и первый публичный полет Делагранжем был совершен 16 марта 1907 года в парке Багатель во Франции. В 1907 году Леон Делагранж был избран президентом Аэроклуба Франции.
В течение 1908 года Делагранж совершил поездку в Италию, где провел демонстрационные полеты. Именно во время одного из этих выставочных полётов — 8 июля он совершил первый в мире полет с пассажиркой, своей партнершей и коллегой по занятию скульптурой — Терезой Пельтье. В сентябре 1908 года Делагранж установил один из своих рекордов, пролетев 15,2 мили за 29 минут и 53 секунды.
7 января 1909 года он был удостоен одним из первых восьми сертификатов авиатора, выданных Аэроклубом Франции. В 1909 году получил приз Лагатинера (Lagatiner prize), установив в Жювизи-сюр-Орж достижение — 3,6 мили за 10 минут и 18 секунд. Он также участвовал в первой в мире воздушной гонке в Port-Aviation 23 мая 1909 года и ещё в нескольких гонках в том же году.
В дополнение к своему самолёту Voisin 1907 Делагранж купил три самолёта Blériot XI и сформировал авиационную команду, пригласив в неё Юбера Ле Блона, Леона Молона и Жоржа Превото. Он стал первым, кто оснастил свой Blériot XI двигателем Гном Omega мощностью 50 л. с. вместо двигателя Anzani мощностью 25 л. с.
В конце 1909 года Делагранж установил новый рекорд моноплана и в декабре этого же года Французская академия наук присудила ему медаль за достижения в области воздухоплавания — Медаль за аэронавтику. Ранее, 21 июля 1909 года, он был удостоен ордена Почётного легиона.
Французский летчик погиб в результате крушения его самолёта 4 января 1910 года в Бордо. Его смерть попала на первые полосы мировых новостей, в том числе американской The New York Press, описавшей подробности катастрофы.
В 2010 году во Франции была выпущена почтовая марка, посвящённая Леону Делагранжу.